# Robinson Canó
Pour les articles homonymes, voir Cano.
Robinson Jose Canó (né le 22 octobre 1982 à San Pedro de Macorís, République dominicaine) est un joueur de deuxième but de la Ligue majeure de baseball. 
Joueur excellant tant en attaque qu'en défensive, Robinson Canó a remporté cinq Bâtons d'argent du meilleur deuxième but offensif de la Ligue américaine et deux Gants dorés du meilleur deuxième but défensif. Il compte 7 sélections au match des étoiles. Il évolue de 2005 à 2013 pour les Yankees de New York, avec qui il remporte la Série mondiale 2009.
Il remporte avec l'équipe de République dominicaine les honneurs de la Classique mondiale de baseball 2013 et est nommé meilleur joueur de la compétition.
Son père José Canó a joué dans la MLB en 1989 ainsi qu'en Ligue mexicaine. 

## Carrière

### Yankees de New York
Robinson Canó signe son premier contrat professionnel en 2001 avec les Yankees de New York. 

#### Saison 2005
Il fait ses débuts dans le baseball majeur avec les Yankees le 3 mai 2005. Il réussit ses deux premiers coups sûrs au plus haut niveau dès le lendemain, 4 mai, face au lanceur Hideo Nomo des Devil Rays de Tampa Bay. Le 24 mai, il frappe son premier coup de circuit aux dépens de Doug Creek des Tigers de Détroit.
Canó complète sa saison recrue avec ,297 de moyenne au bâton en 132 parties, 14 circuits, 34 doubles, 78 points marqués et 62 points produits. Il termine deuxième au vote déterminant la recrue de l'année en Ligue américaine, perdant le prix au profit du lanceur Huston Street des Athletics d'Oakland.
Participant pour la première fois aux séries éliminatoires, il se distingue avec cinq points produits en cinq matchs dans la défaite en première ronde des Yankees devant les Angels de Los Angeles.

#### Saison 2006
Canó mérite à la mi-saison en 2006 sa première invitation au match des étoiles du baseball majeur. Il termine au troisième rang de la Ligue américaine et quatrième rang des majeures pour la moyenne au bâton après avoir frappé pour ,342 durant l'année, en 122 parties jouées. Il améliore ses statistiques offensives avec 15 circuits et 78 points produits. Il frappe de plus 41 doubles.
On lui remet à la fin de la saison son premier Bâton d'argent du meilleur joueur offensif à sa position, le deuxième but. Il reçoit même quelques appuis au vote du joueur par excellence de la saison, terminant 22e.

#### Saison 2007
Canó égale en 2007 sa production de doubles (41) et réussit de nouveaux sommets en carrière de coups sûrs (189), de circuits (19), de points marqués (93) et de points produits (97). Il maintient une moyenne au bâton de ,306 en 160 matchs. Il frappe deux circuits en séries éliminatoires mais le parcours des Yankees est encore bref, l'équipe étant éliminée dès la première ronde par les Indians de Cleveland.

#### Saison 2008

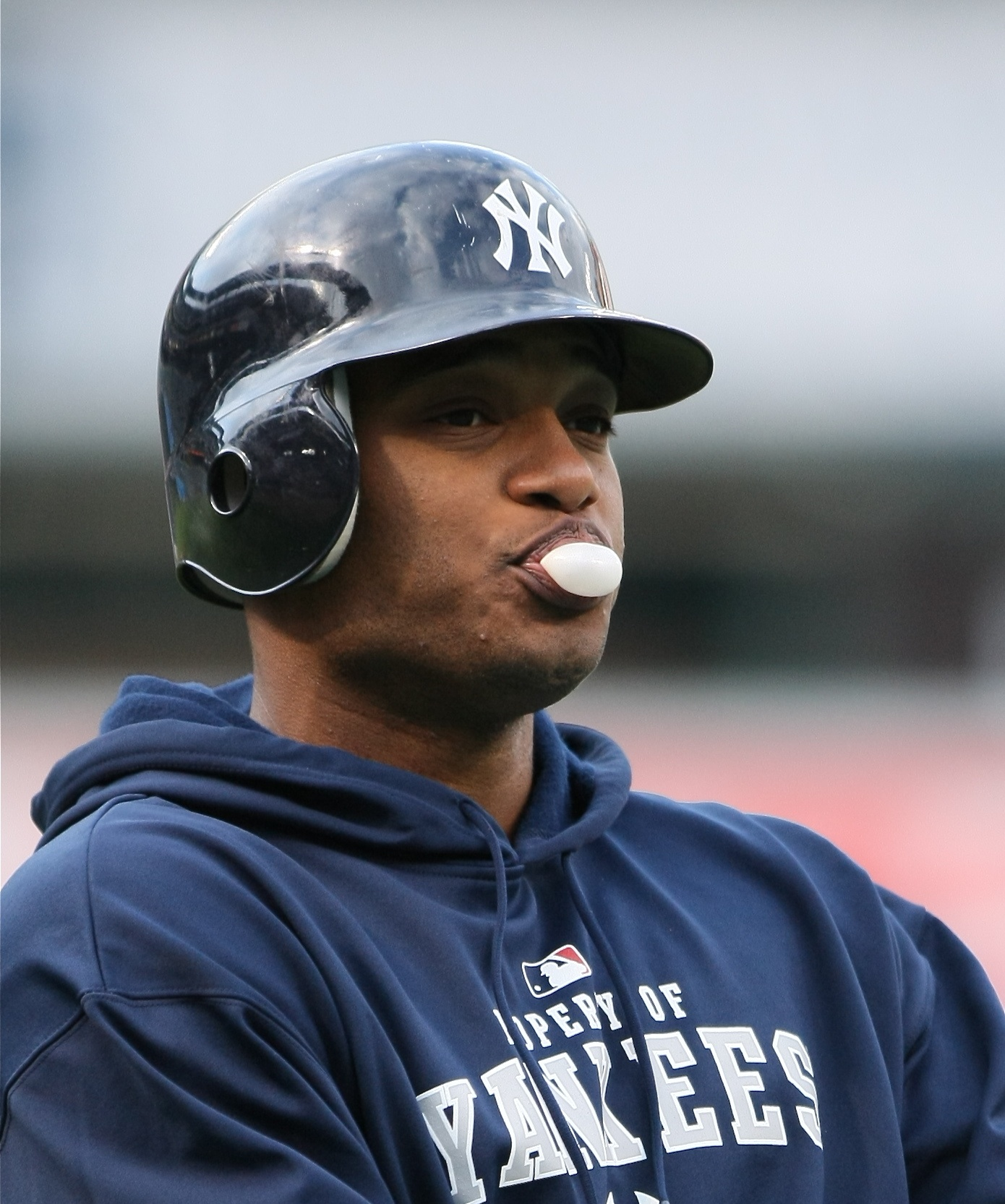
Robinson Canó en 2009.

La production offensive du joueur de deuxième but des Yankees chute pour la première fois en 2008. Il produit 72 points, soit 25 de moins que la saison précédente, alors que sa moyenne au bâton descend à ,271. Il frappe néanmoins 14 circuits, à peu de chose près sa production habituelle depuis son entrée dans les majeures.

#### Saison 2009
De retour en force en 2009 après une décevante année 2008, Robinson Canó se classe sixième dans la Ligue américaine avec une moyenne au bâton de ,320. Il frappe un nouveau record personnel de 25 coups de circuit et produit 85 points. Il réussit son plus haut total de coups sûrs en carrière, soit 204, ce qui le place troisième des majeures dans cette catégorie, où il n'est devancé que par Ichiro Suzuki des Mariners de Seattle et Derek Jeter des Yankees. Canó est aussi troisième dans les majeures pour les doubles (48), quatrième dans la Ligue américaine pour le total de buts (331) et cinquième dans l'Américaine pour les coups sûrs de plus d'un but (75).
Il produit quatre points en six matchs dans la Série de championnat de la Ligue américaine contre les Angels de Los Angeles, qui voit les Yankees accéder à la Série mondiale pour la première fois depuis 2003. Ses résultats sont toutefois beaucoup plus modestes en finale alors qu'il ne frappe que pour ,136 face aux Phillies de Philadelphie, mais il est néanmoins champion de la Série mondiale 2009 avec la formation new-yorkaise.
Privé de récompenses individuelles à l'issue de la saison 2009, le deuxième but reçoit quand même quelques votes pour le titre de joueur de l'année dans l'Américaine. Il prend le 17e rang.

#### Saison 2010

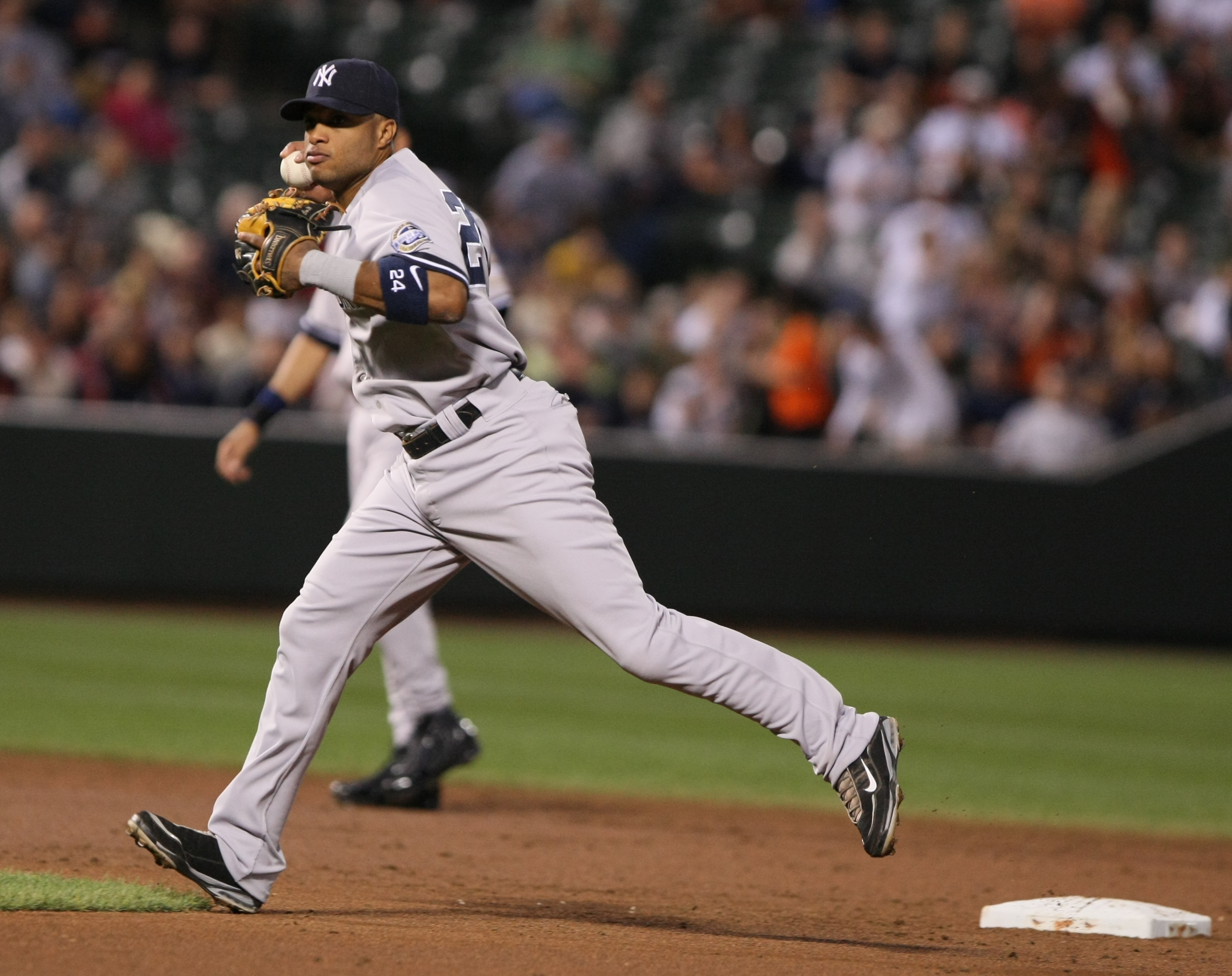
Les performances défensives de Canó sont récompensées par un Gant doré en 2010.

En 2010, il est nommé joueur par excellence du mois d'avril dans la Ligue américaine de baseball. Au cours du premier mois de la saison, il termine avec la meilleure moyenne au bâton des majeures (,400), frappe 8 coups de circuit, compte 18 points produits et 21 points marqués en 22 parties. À la mi-saison, il participe à son second match d'étoiles et est voté pour la première fois sur la formation partante de la Ligue américaine.
Il termine cinquième pour la moyenne au bâton dans la Ligue américaine en frappant pour ,319 au cours de la saison. Il frappe 200 coups sûrs, atteignant ce plateau pour la deuxième année de suite, égale son total de points marqués (103) de la saison précédente, et établit des sommets personnels en carrière de 29 circuits et 109 points produits. 
En séries éliminatoires, alors que l'offensive des Yankees se fait discrète dans la défaite face aux Rangers du Texas en Série de championnat, Canó est l'un des rares joueurs de son club a connaître du succès face aux lanceurs adverses : il frappe pour ,348 avec quatre circuits et cinq points produits. En novembre, on lui décerne pour la première fois le Gant doré, en qualité de meilleur joueur de deuxième but défensif du circuit, ainsi que son second Bâton d'argent du meilleur deuxième but offensif.
Au vote du joueur par excellence de la saison régulière en Ligue américaine, Cano termine troisième, n'étant devancé que par le vainqueur du prix Josh Hamilton et Miguel Cabrera.

#### Saison 2011

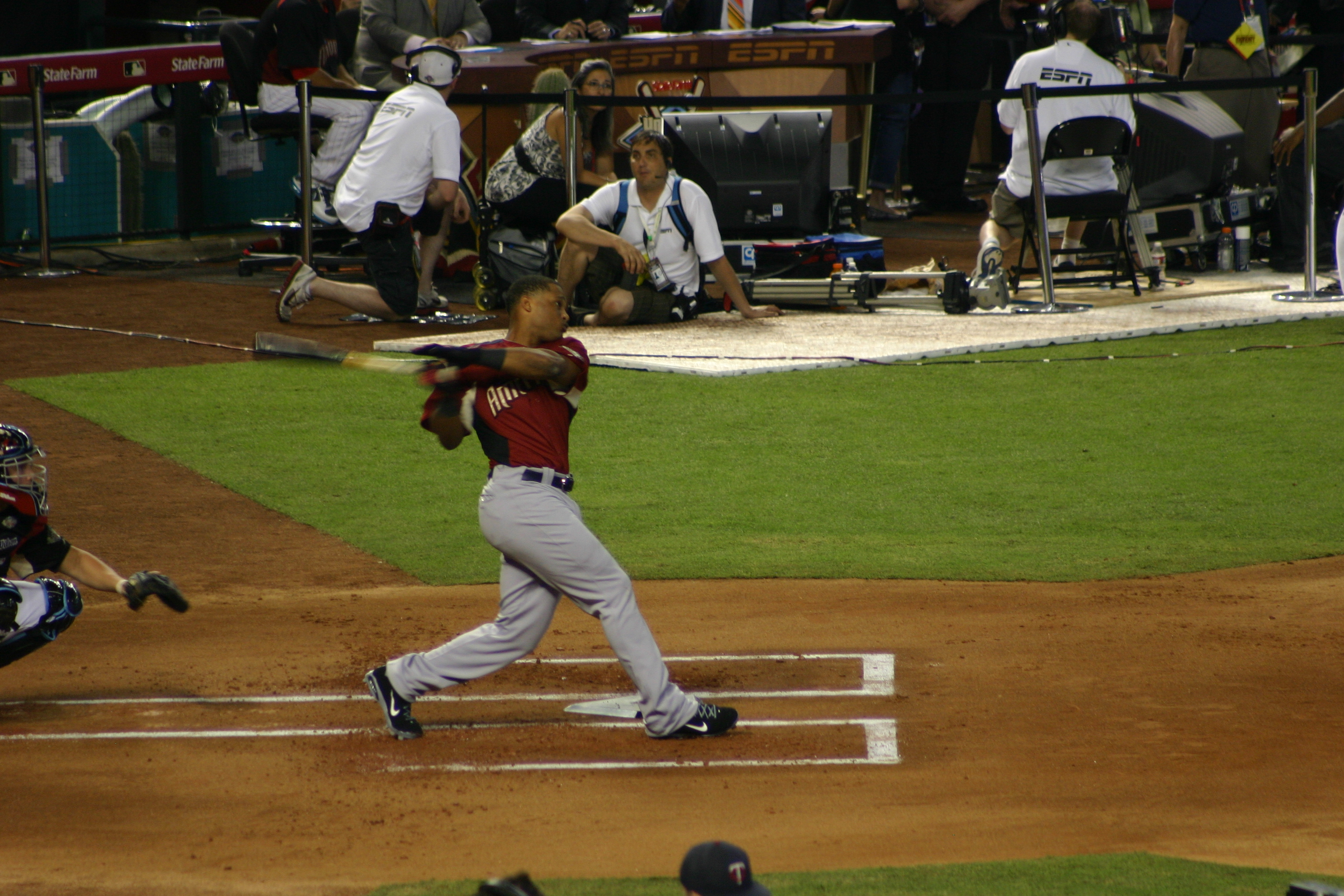
Canó gagne le concours de coups de circuit précédant le match des étoiles 2011.

En 2011, Canó est voté joueur de deuxième but partant de l'équipe de la Ligue américaine au match des étoiles du 12 juillet à Phoenix.  La journée précédente, il remporte le concours de coups de circuit présenté en marge de la partie d'étoiles.
Gagnant d'un troisième Bâton d'argent comme meilleur joueur de deuxième but offensif de sa ligue, Canó apparaît encore une fois parmi les meneurs dans diverses catégories statistiques. Il est deuxième de la Ligue américaine pour les points produits avec 118, un de moins seulement que le meneur, son coéquipier des Yankees Curtis Granderson, et quatrième dans les majeures à ce chapitre. Il est deuxième du baseball majeur pour les coups sûrs de plus d'un but avec 81, deux de moins que le meneur Jacoby Ellsbury des Red Sox de Boston. Il prend le troisième rang de toutes les majeures pour les doubles (46) et figure dans le top 10 de la Ligue américaine pour la moyenne de puissance (,533), les points marqués (nouveau record personnel de 104), les coups sûrs (188), les triples (7) et le total de buts (332).
Il est l'un des meilleurs, sinon le meilleur joueur des Yankees, dans leur bref parcours des séries éliminatoires 2011. Dans la Série de divisions où New York subit l'élimination en cinq matchs aux mains des Tigers de Détroit, Canó frappe sept coups sûrs dont deux circuits et produit neuf points. Dans le match initial de la série au Yankee Stadium, il produit six points dont quatre avec un grand chelem aux dépens du lanceur Al Albuquerque. Il ajoute un circuit dans une cause perdante dans le dernier match, où les Yankees s'inclinent 3-2.
Cano termine sixième au vote du joueur par excellence de la saison, prix décerné à Justin Verlander des Tigers.

#### Saison 2012

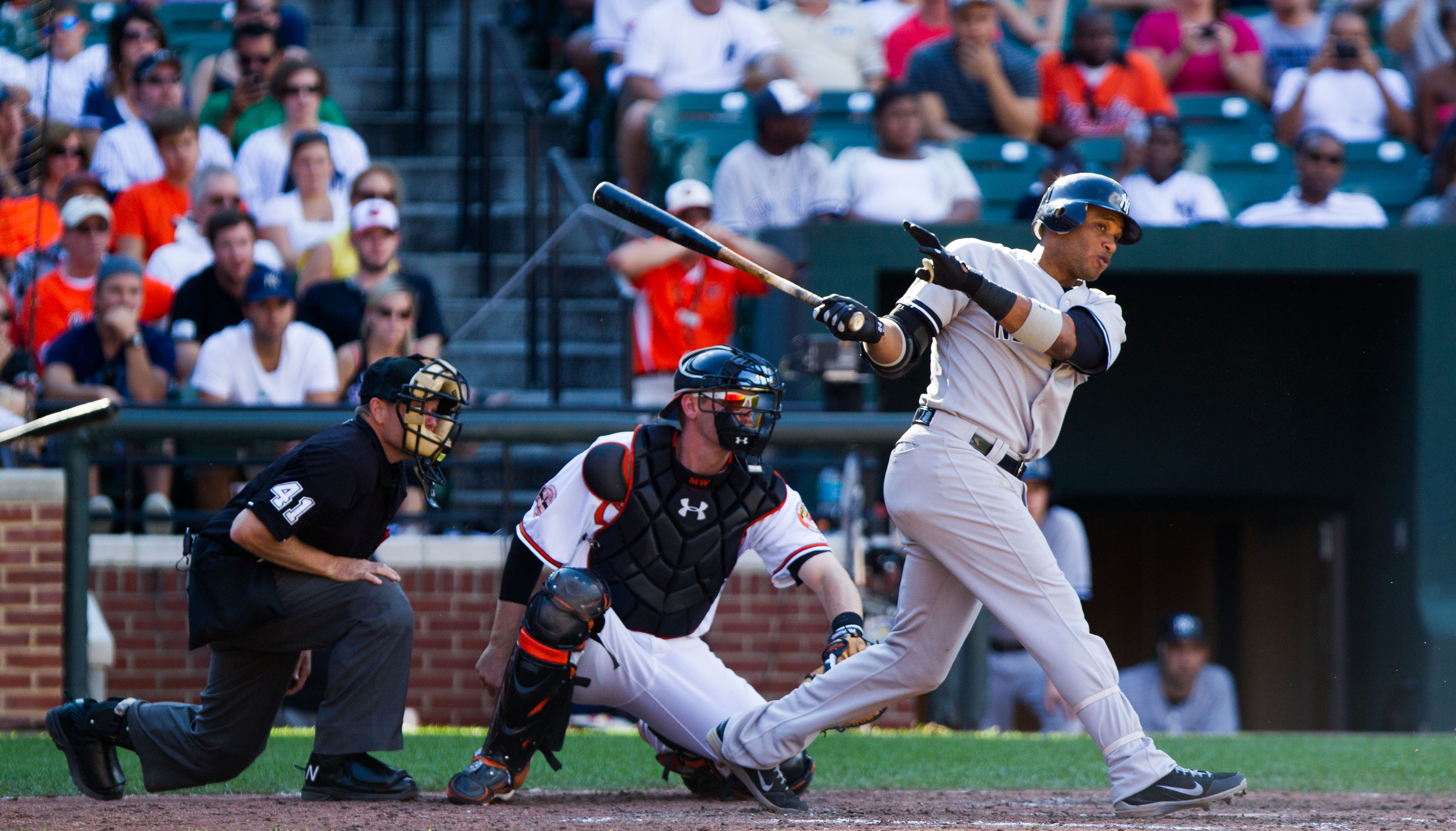
Robinson Canó au bâton en septembre 2012 contre les Orioles de Baltimore.

Canó participe au match des étoiles pour la 4e fois de sa carrière et est une fois de plus élu par le public sur la formation partante de la Ligue américaine. Il est le capitaine de l'équipe de l'Américaine au concours de coups de circuit, qu'il avait remporté l'année précédente. Canó est critiqué et même hué par la foule de Kansas City durant les festivités du match d'étoiles pour ne pas avoir choisi Billy Butler des Royals de Kansas City pour le concours. Le joueur des Yankees ne frappe d'ailleurs aucun circuit dans la compétition.
Le 17 juillet, Canó prolonge à 20 sa série de matchs avec au moins un coup sûr, la plus longue séquence du genre dans sa carrière et la 4e saison consécutive avec une telle série d'au moins 15 matchs. Du 24 juin au 20 juillet, Canó connaît une séquence de 23 parties consécutives avec au moins un coup sûr.
Canó frappe pour ,313 en 161 matchs en 2012 et établit de nouveaux records personnels de 33 circuits et 105 points marqués en plus d'afficher sa moyenne de puissance (,550) la plus élevée en carrière. Il réussit 196 coups sûrs, produit 94 points et égale son record personnel de doubles (48). Gagnant d'un quatrième Bâton d'argent et d'un deuxième Gant doré, il termine quatrième au vote du joueur par excellence de la saison.

##### Séries éliminatoires
Canó ne frappe aucun coup sûr en 29 présences officielles consécutives au bâton, du deuxième match de la Série de division contre Baltimore au troisième match de la Série de championnat contre Détroit, établissant un record peu enviable du baseball majeur pour une même édition des séries éliminatoires. L'ancien record de 24 appartenait à Bobby Bonilla des Orioles de 1996.

#### Saison 2013
En 2013, il honore sa 5e sélection au match d'étoiles et amorce le match au deuxième coussin pour la Ligue américaine. Une fois de plus capitaine pour le concours de coups de circuit, il évite les controverses de l'année précédente mais ne fait guère mieux dans la compétition elle-même avec 4 longues balles.
Il est considéré au titre de joueur par excellence de l'année pour la 6e fois, dont la 5e année de suite. Pour une 4e fois en 4 ans, il termine parmi les 6 premiers au scrutin, prenant cette fois la 5e place du vote remporté par Miguel Cabrera. Il remporte son 5e Bâton d'argent du meilleur joueur de deuxième but offensif de la Ligue américaine.
Dans une saison où les Yankees sont décimés par les blessures, Canó est au poste pour 160 des 162 parties de l'équipe. Dans l'Américaine, il termine 5e pour la moyenne au bâton (,314), 7e pour la moyenne de présence sur les buts (,383), 7e pour la moyenne de puissance (,516), 4e pour les coups sûrs (190), 5e pour les doubles (41), 6e pour le total de buts (312), 7e pour les coups sûrs de plus d'un but (68) et 4e pour les points produits (107). Il est aussi, avec 16, le 3e frappeur qui reçoit le plus de buts-sur-balles intentionnels dans l'Américaine. 

### Mariners de Seattle

#### Saison 2014

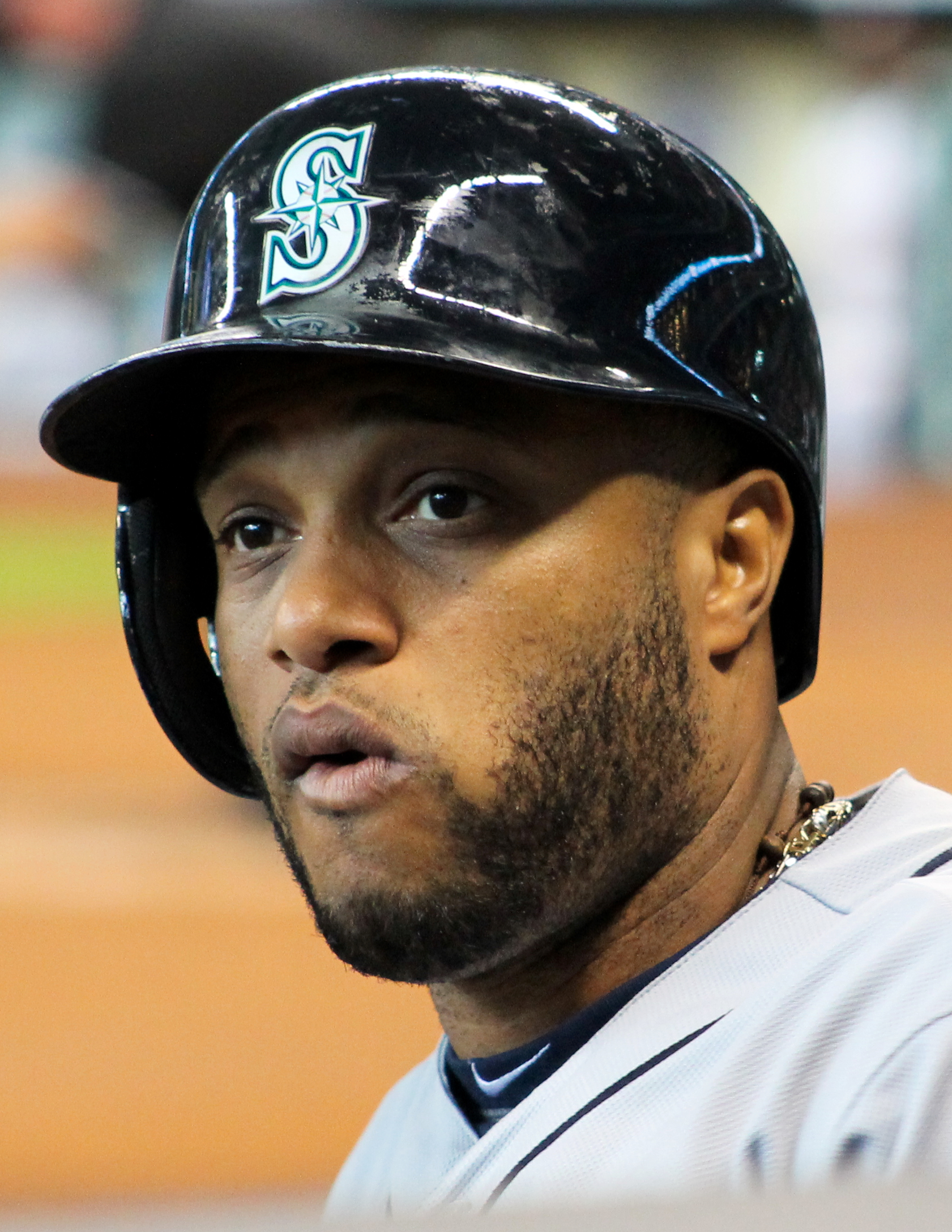
Robinson Canó en 2014 à sa première saison avec les Mariners de Seattle.

Une fois la saison 2013, la dernière à son contrat avec les Yankees, terminée, Canó devient un des agents libres les plus convoités de l'entresaison 2013-2014,,. Les Yankees lui offrent un contrat de 170 millions de dollars pour 7 saisons, mais il rejoint plutôt les Mariners de Seattle le 12 décembre 2013. Son contrat de 240 millions de dollars pour 10 saisons est à ce moment-là le 4e plus lucratif de l'histoire du baseball majeur.
Canó, qui portait le numéro d'uniforme 24 chez les Yankees, choisit le 22 avec les Mariners, par respect pour Ken Griffey qui avait porté le 24 pendant 13 saisons à Seattle.
Il est voté joueur de deuxième but de l'équipe partante de la Ligue américaine au match des étoiles 2014, ce qui est pour lui une 6e sélection en carrière pour cette classique de mi-saison et une première avec sa nouvelle équipe.
À sa première saison à Seattle en 2014, Canó présente en 157 matchs joués une moyenne au bâton de ,314 identique à celle de sa dernière année chez les Yankees. Comme prévu, en jouant la moitié de ses matchs au Safeco Field de Seattle, stade désavantageant les frappeurs, à l'inverse du Yankee Stadium, sa production de coups de circuit baisse de 27 en 2013 à 14 en 2014. Il produit néanmoins 82 points, récolte 187 coups sûrs dont 37 doubles et sa moyenne de présence sur les buts (,382 plutôt que ,383 un an plus tôt) est pratiquement inchangée. Il termine 5e du vote de fin d'année désignant le joueur par excellence de la Ligue américaine.
Le 15 novembre 2014, Canó se fracture un orteil du pied droit lorsqu'il est atteint par un lancer de Yuki Nishi de l'équipe du Japon lors d'un match des Japan All-Star Series à Tokyo.
Il connaît une lente première demie de saison en 2015 et n'est pas invité au match des étoiles après 5 participations en autant d'années. Il connaît cependant une forte seconde moitié de saison avec 17 circuits, 55 points produits et une moyenne au bâton de ,330 après le 1er juillet, soit en 82 matchs. Il termine l'année avec 179 coups sûrs, 21 circuits, 79 points produits et une moyenne au bâton de ,287. Après la saison, il subit une opération pour guérir une pubalgie.

### Classique mondiale de baseball
Robinson Canó remporte la Classique mondiale de baseball 2013 avec l'équipe de République dominicaine et est élu meilleur joueur de la compétition après avoir frappé pour ,469 de moyenne au bâton avec deux circuits et 6 points produits en 8 matchs.

### Représentation
Lorsqu'il signe sa dernière prolongation de contrat avec les Yankees en janvier 2008, Robinson Canó est représenté par l'agent de joueurs Bobby Barad. En février 2011, il remplace celui-ci par Scott Boras. En avril 2013, il change d'agent et devient le premier client de Creative Artists Agency, compagnie fondée par Jay-Z